# Igreja de São Demétrio
A Igreja de São Demétrio (em grego: Άγιος Δημήτριος; romaniz.: Hagios Demetrios) é o principal santuário dedicado a São Demétrio, o santo padroeiro de Tessalônica, da época em que a cidade era a segunda maior do Império Bizantino. Ela é parte do sítio Monumentos Paleocristãos e Bizantinos de Tessalônica na lista do Patrimônio Mundial da Humanidade da UNESCO desde 1988.

## História

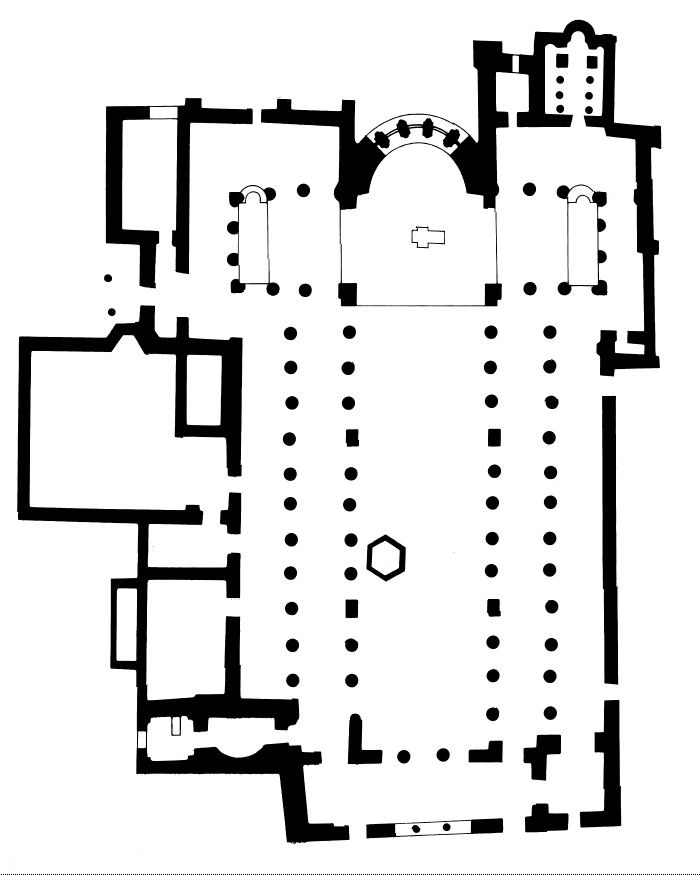
Plano de São Demétrio

A primeira igreja no local foi construída no início do século IV para substituir um banho romano. Um século depois, um prefeito chamado Leôncio substituiu o pequeno oratório com uma basílica maior, com três corredores. Várias vezes danificada por incêndios, a igreja foi completamente reconstruída entre 629-634, agora com cinco corredores, e esta é a igreja que chegou aos nossos dias. O mais importante santuário da cidade, ela era provavelmente maior que a catedral local, cuja localização não se perdeu.
A igreja tem um templo pouco usual chamado de cibório, uma estrutura hexagonal coberta num dos lados da nave, feito (ou coberto) com prata. A estrutura tinha portas e, dentro, um sofá ou cama. Estranhamente, ela não guarda nenhuma relíquia física de um santo e parece ser uma espécie de túmulo simbólico. Ele foi reconstruído pelo menos uma vez.

## Mosaicos
A basílica é famosa por seus seus painéis em mosaico sobreviventes da última reconstrução e que não foram danificados durante o iconoclasmo no século VIII. Estes mosaicos, que mostram São Demétrio com oficiais responsáveis pela restauração (chamados de "fundadores") e com crianças, são raros exemplos de obras de arte que sobreviveram da época após a morte de Justiniano (r. 527–865). Uma inscrição abaixo de um deles dá glórias aos céus pela salvação do povo de Tessalônica de um ataque dos eslavos pagãos em 612.
Outros mosaicos famosos, que cobriam todo o interior da igreja, se perderam seja durante os quatro séculos em que ela funcionou como uma mesquita (1493-1912) ou no Grande Incêndio de Tessalônica de 1917, que destruiu a maior parte da cidade, inclusive o teto e parte superior das paredes da igreja. Fotografias em preto e branco e algumas aquarelas de boa qualidade nos dão uma boa ideia das obras bizantinas perdidas durante o incêndio.

## Reconsagração
A partir do incêndio, foram décadas para restaurar completamente a igreja. Escavações arqueológicas conduzidas nas década de 30 e 40 revelaram artefatos interessantes que podem ser vistos no museu localizado dentro da cripta da igreja. As escavações também descobriram as ruínas do banho romano, onde São Demétrio teria sido mantido prisioneiro e, posteriormente, executado. Um poço romano também foi descoberto. Acadêmicos acreditam que foi ali que os soldados atiraram o corpo de São Demétrio após o martírio.
Após a restauração, a igreja foi reconsagrada em 1949.

## Galeria

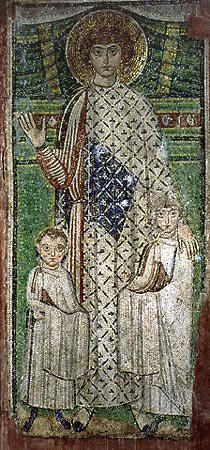
São Jorge com crianças: um dos raríssimos mosaicos bizantinos a escaparam da destruição durante a controvérsia iconoclasta.
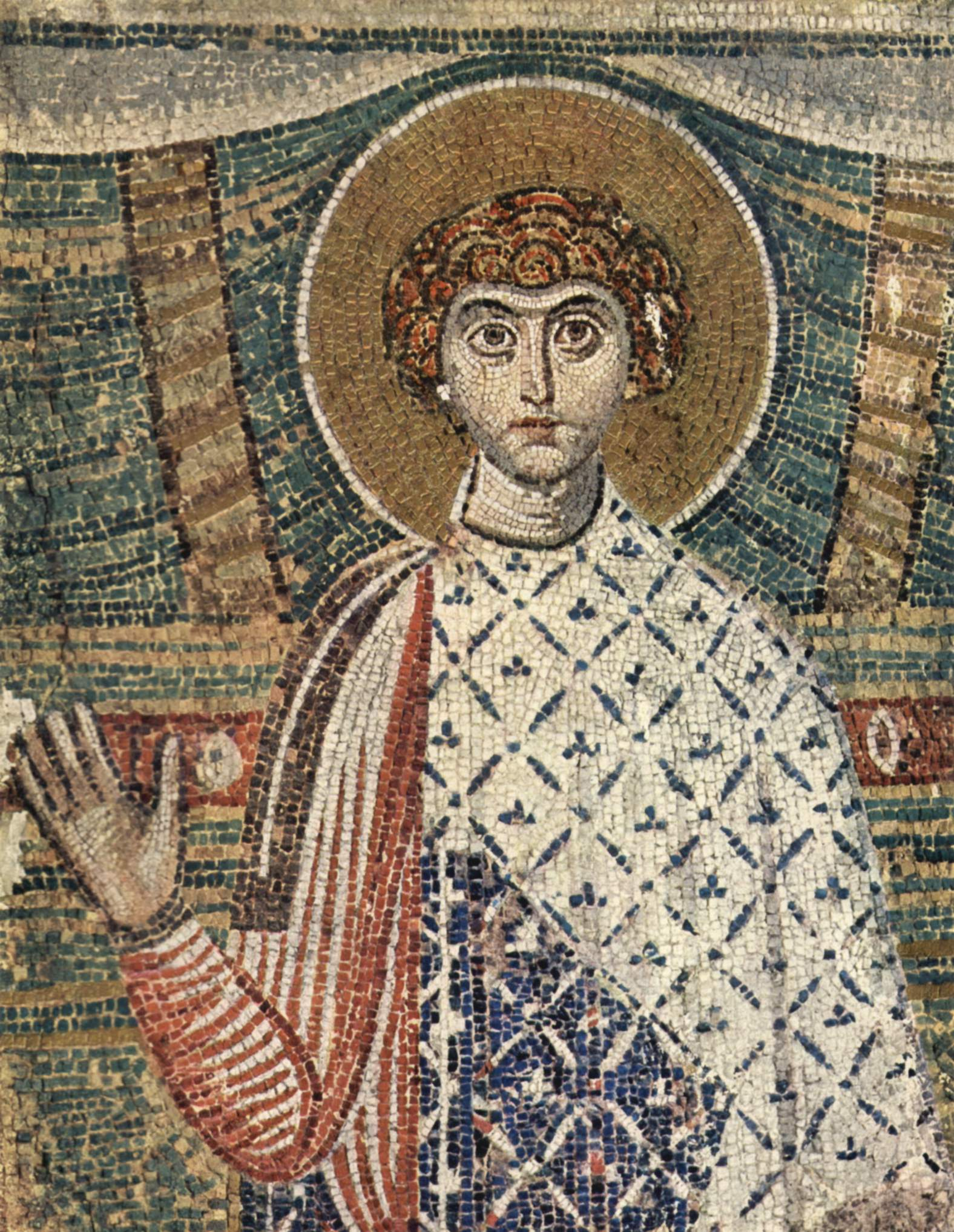
São Jorge.
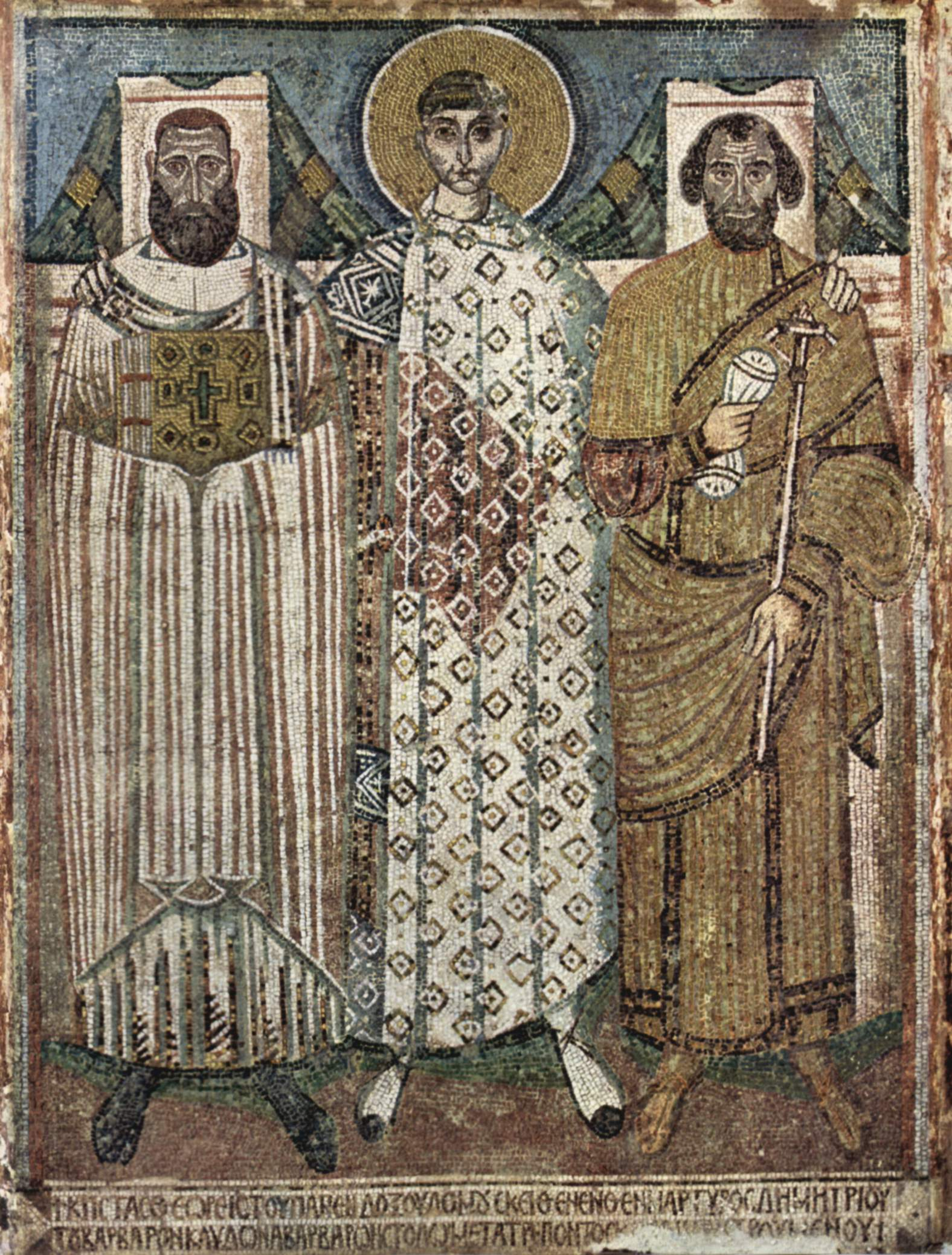
São Demétrio com os fundadores da igreja.
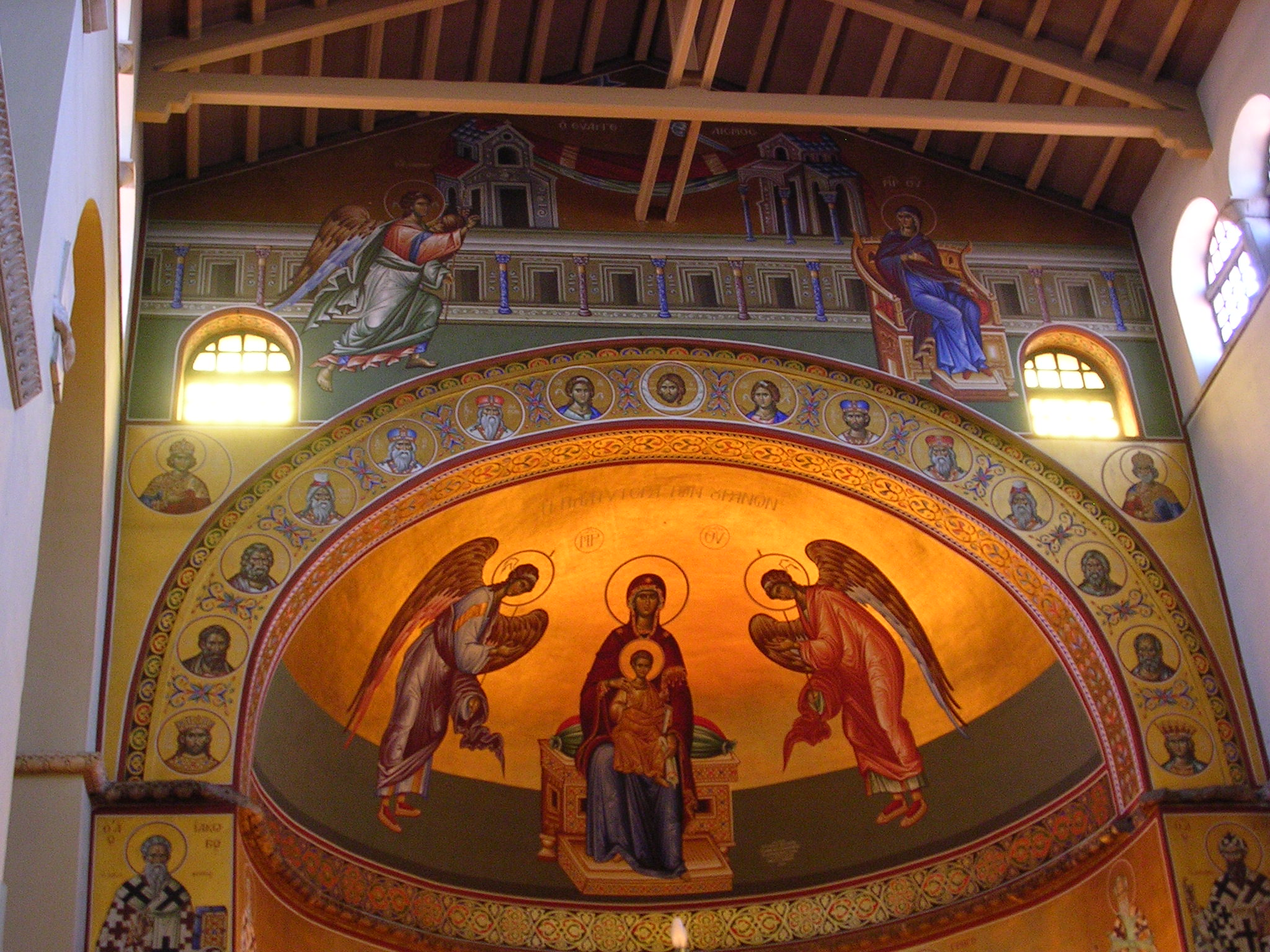
Abside da igreja.